# Second Story Press
Second Story Press é uma editora canadense localizada em Toronto. Fundada em 1988, publicou obras importantes de escritores do país, tais como, Kathy Kacer e Rachna Gilmore.